# RocketMail
RocketMail — был одним из первых крупнейших бесплатных почтовых сервисов. Изначально сервис принадлежал Four11 Corporation. В течение короткого промежутка времени RocketMail вели борьбу с Hotmail за первое место среди бесплатных почтовых сервисов. В 1997 году Four11 Corporation включая RocketMail были приобретены Yahoo!. Компания Yahoo! ассимилировала движок RocketMail службы. Можно сказать, что ныне Yahoo! Mail является старой системой RocketMail Webmail.
Во время периода, когда служба переезжала, пользователи RocketMail могли выбрать Yahoo! ID (идентификатор), так как не было гарантии работоспособности наличия их RocketMail ID в Yahoo! сервисе или могли использовать username.rm, как их Yahoo! ID. Таким образом, пользователи могли сохранить свои адреса на rocketmail.com и получить абсолютно те же услуги, что и все пользователи Yahoo!.